# Biologisk psykiatri
Biologisk psykiatri eller biopsykiatri är en ansats till psykiatrin som siktar på att förstå psykiska sjukdomar genom den biologiska funktionen av nervsystemet. Den är interdisciplinär och berör vetenskaper som neurovetenskap, psykofarmakologi, biokemi, genetik och fysiologi för att bilda teorier om biologiska basen för beteende och psykopatologi.

Medan det är viss överlappning mellan biologisk psykiatri och neurologi är den senare i allmänhet inriktad på sjukdomar, där stor eller synlig patologi av nervsystemet är uppenbar, såsom epilepsi, cerebral pares, encefalit, neurit, Parkinsons sjukdom och multipel skleros. Det är viss överlappning med neuropsykiatri, som typiskt behandlar beteendestörningar i samband med en uppenbar hjärnsjukdom.
Biologisk psykiatri och andra ansatser till psykisk sjukdom är inte ömsesidigt exkluderande utan kan helt enkelt försöka att behandla fenomen på olika förklaringsnivåer. På grund av focusen på den biologiska funktionen av nervsystemet emellertid, har biologisk psykiatri varit särskilt viktigt för att utveckla och förskriva läkemedelsbaserade behandlingar för psykiska sjukdomar.
I praktiken kan psykiatriker förespråka både medicinering och psykologiska behandlingar vid behandling av psykisk sjukdom. Terapi är mer sannolikt utförd av klinisk psykolog, psykoterapeut, arbetsterapeut eller annan personal inom psykiatrin, som är mer specialiserade eller tränade i icke-läkemedelsbehandling.
Historien för området går tillbaka till den antika grekiska läkaren Hippokrates, men termen biologisk psykiatri användes först i den vetenskapliga litteraturen 1953. Termen är vanligare i USA än i andra länder. Området är dock inte utan kritiker och frasen "biologisk psykiatri" används ibland av dessa kritiker i nedsättande syfte.